# Tornike Sanikidze
Tornike Sanikidze (ur. 1 stycznia 1989) – gruziński szachista, arcymistrz od 2008 roku.

## Kariera szachowa
W latach 1999–2009 wielokrotnie reprezentował Gruzję na mistrzostwach świata i Europy juniorów w różnych kategoriach wiekowych, największy sukces odnosząc w 2003 r. w Budvie, gdzie zdobył tytuł wicemistrza Europy do 14 lat. W tym samym roku wystąpił w narodowej drużynie na olimpiadzie juniorów (do 16 lat), rozegranej w Denizli. W styczniu 2009 r. odniósł jeden z największych sukcesów w karierze, zdobywając w Tbilisi tytuł indywidualnego mistrza Gruzji.
Normy na tytuł arcymistrza wypełnił w Izmirze (2006, dz. II m. za Jewgienijem Miroszniczenko, wspólnie z Raufem Məmmədovem, Milenem Wasiljewem i Suatem Atalikiem), Baku (2007) oraz Płowdiwie (2008, indywidualne mistrzostwa Europy). Do jego innych sukcesów na arenie międzynarodowej należą m.in.:
- dz. II m. w Tbilisi (2005, za Davidem Arutinianem, wspólnie z m.in. Giorgim Bagaturowem),
- dz. II m. w Stambule (2006, za Iwerim Czigladze, wspólnie z m.in. Walerijem Awieskułowem i Walerianem Gaprindaszwilim),
- dz. II m. w Tbilisi (2007, za Lewanem Pantsulaia, wspólnie z Iwerim Czigladze i Davidem Arutinianem),
- I m. w Izmirze (2008),
- dz. I m. w Bethune (2008, wspólnie z Erwinem l'Amim, Siergiejem Azarowem i Władimirem Burmakinem),
- dz. I m. w Dreźnie (2009, wspólnie z Andrejem Kawalouem),
- dz. I m. w Vandœuvre-lès-Nancy (2011, wspólnie z Christianem Bauerem),
- dz. I m. w Delhi (2014, wspólnie z m.in. Rasetem Ziatdinowem).

Najwyższy ranking w dotychczasowej karierze osiągnął 1 maja 2012 r., z wynikiem 2616 punktów zajmował wówczas 4. miejsce wśród gruzińskich szachistów.